# Gwiazdy (film)
Gwiazdy – polski film fabularny z 2017 roku w reżyserii Jana Kidawy-Błońskiego.
Zdjęcia do filmu powstały na przełomie lat 2014–2015 w Zabrzu (osiedle „Zandka”, Dom Muzyki i Tańca przy ul. de Gaulle’a 17, kino „Roma” przy ul. Zygmunta Padlewskiego 4, Hala MOSIR przy ul. Matejki 6), Świętochłowicach (stadion Skałka) oraz na dawnym przejściu granicznym Chałupki – Bogumin.

## Fabuła
Film opowiada historię Jana Banasia (Mateusz Kościukiewicz) – polskiego piłkarza śląskich klubów: Polonii Bytom i Górnika Zabrze oraz wielokrotnego reprezentanta Polski (w latach 1964–1973).
Berlin, 1943 rok. Anna Banaś (Magdalena Cielecka) chce poinformować Hansa Villmeiera (Paweł Deląg), że jest z nim ciąży. Na miejscu okazuje się jednak, że Hans ma żonę i dwie córki, a na wieść o ciąży Anny zamyka przed nią drzwi. Zszokowana kobieta mdleje na schodach i rodzi syna, któremu daje na imię Heinz-Dieter Banas. Dorastający na Górnym Śląsku Heinz mieszka wraz z matką, ojczymem (Eryk Lubos) i przybraną siostrą Marleną (Karolina Szymczak). Od dzieciństwa jego największą pasję stanowi piłka nożna, najlepszym zaś przyjacielem jest Ginter (Sebastian Fabijański), z którym rywalizuje zarówno na boisku, jak i w życiu prywatnym, walcząc o względy Marleny, marzącej o karierze filmowej.
Wkrótce z powodu ciężkiej kontuzji Ginter zmuszony jest zakończyć karierę, kariera Heinza nabiera tempa, a on sam nie stroni od rozrywkowego trybu życia. Wkrótce debiutuje w reprezentacji Polski. Podczas meczu z Brazylią w Rio de Janeiro Heinza z trybun zauważa ojciec, którego Heinz nie widział od dziecka. Wkrótce Heinz spotyka się z ojcem, który namawia go do ucieczki do Republiki Federalnej Niemiec i podpisania kontraktu z 1. FC Köln. Jednak przed rozpoczęciem meczu dowiaduje się o dwuletniej dyskwalifikacji, a zarazem o oszustwie ojca, któremu zależało tylko na pieniądzach.
Heinz w końcu wraca do Polski, gdzie kontynuuje karierę. Po powrocie zmienia nazwisko na Jan Banaś. Wkrótce zostaje piłkarzem Górnika Zabrze i odnosi z klubem największy sukces w historii polskiej klubowej piłki nożnej – awans do finału Pucharu Zdobywców Pucharów 1970. Podczas oglądania półfinałowego meczu Górnika Zabrze z AS Romą w pubie, który zakończył się zwycięstwem polskiego klubu po rzucie monetą, ojczym Jana, Hans Danisz doznaje zawału i umiera.
Banaś jest również filarem reprezentacji Polski, jednak ze względów politycznych nie może wziąć udziału w dwóch wielkich turniejach: igrzyskach olimpijskich 1972 (złoty medal) i mistrzostwach świata 1974 (3. miejsce), które odbyły się w RFN-ie.
Podczas meczu Polska – RFN na mistrzostwach świata na Waldstadion we Frankfurcie Banaś sprowokowany przez Gintera rani go nożem, zostaje zatrzymany przez policję, i mecz ogląda na komendzie. Ostatecznie Ginter składa zeznania na korzyść Banasia, w wyniku czego Jan zostaje wypuszczony na wolność. Następnie idzie do szpitala w odwiedziny do Gintera, gdzie spotyka Marlenę, która została żoną Gintera, i ich wspólną córkę.
Jan Banaś kontynuował karierę m.in. w: w Stanach Zjednoczonych i Meksyku. Nigdy się nie ożenił.

## Obsada
- Mateusz Kościukiewicz – Jan Banaś/Heinz-Dieter Banas
- Sebastian Fabijański – Ginter, przyjaciel Jana, mąż Marleny
- Karolina Szymczak – Marlena Danisz, córka Hansa, żona Gintera
- Aleksandra Gintrowska – Jola
- Magdalena Cielecka – Anna Banaś, matka Jana
- Eryk Lubos – Hans Danisz, ojciec Marleny, mąż Anny, ojczym Jana
- Paweł Deląg – Hans Villmeier, ojciec Jana
- Adam Woronowicz – niemiecki oficer policji
- Marian Dziędziel – generał Jerzy Ziętek
- Robert Talarczyk – ubek Kuchar
- Grażyna Torbicka – Krystyna Loska
- Witold Paszt – trener Géza Kalocsay
- Mariusz Jakus – celnik polski
- Olaf Lubaszenko – celnik czechosłowacki
- Jakub Snochowski – celnik czechosłowacki
- Przemysław Stawarz – Jan Banaś w dzieciństwie
- Kacper Olszewski – Jan Banaś w młodości
- Szymon Pawlak – Ginter w dzieciństwie
- Paweł Kugel – Ginter w młodości
- Emilia Rostek – Marlena w dzieciństwie
- Natalia Keber – Marlena w młodości
- Piotr Bułka – Hubert Kostka
- Karol Dziuba – Jerzy Gorgoń
- Fryderyk Różański – Jerzy Gorgoń w dzieciństwie
- Mariusz Gagatek – Kazimierz Deyna
- Maciej Kowalik – Włodzimierz Lubański
- Piotr Srebrowski – Stanisław Oślizło
- Tomasz Ziętek – Zygfryd Szołtysik
- Oleh Drach – Snieżkin
- Wojciech Mecwaldowski – „Cień” reprezentacji Polski w Brazylii
- Janusz Chabior – handlarz w Rio de Janeiro
- Gerlinde Starzyński – żona Hansa Villmeiera
- Igor Obłoza – policjant niemiecki
- Przemysław Stippa – policjant niemiecki
- Henryk Gołębiewski – kelner w „Balatonie”
- Monika Mazur – dziewczyna z chóru
- Wiktoria Węgrzyn – dziewczyna z chóru
- Katarzyna Zawiślak-Dolny – dziewczyna z chóru
- Hacen Sahraoui – tłumacz Gézy Kalocsaya
- Andrzej Luter – ksiądz
- Marta Kloc – sekretarka generała Jerzego Ziętka
- Aleksander Janiszewski – barman niemiecki
- Kinga Zabokrzycka – pielęgniarka
- Piotr Pamuła – trener Kowalski
- Zbigniew Stryj – trener 1. FC Köln
- Marcin Sitek – asystent trenera 1. FC Köln
- Natalia Skrzypek – Anna, córka Marleny
- Jan Banaś – on sam
- Zespół Pieśni i Tańca „Śląsk”

i inni.

### Dubbing
- Jakub Grzegorek – członek komisji PZPN
- Aleksander Trąbczyński – członek komisji PZPN
- Krzysztof Chudzicki – dziennikarz
- Jan Kufirski – Ginter w dzieciństwie (grany przez Szymona Pawlaka)
- Krzysztof Franieczek – policjant niemiecki (grany przez Przemysława Stippę)
- Paweł Peterman – policjant niemiecki (grany przez Igora Obłozę)
- Maciej Horodecki – prawnik niemiecki
- Philip Lenkowsky – kosmonauta lądujący na Księżycu
- Anna Then-Stępień – dziewczynka
- Paul Koehncke – chłopiec

## Produkcja
W filmie wykorzystane zostały fragmenty dokumentu Polska gola! autorstwa Janusza Kidawy z 1975.

## Nagrody
- Międzynarodowy Festiwal Kina Niezależnego Off Camera: 2017
  - nominacja: najlepszy film – Jan Kidawa-Błoński[6]

## Premiera
Uroczysta premiera filmu odbyła się dnia 9 maja 2017 roku w Warszawie. Oprócz odtwórców filmu wśród zaproszonych gości byli m.in.: Donald Tusk, Grzegorz Schetyna.